# Melissa Rivers
Melissa Rosenberg, mest känd som Melissa Rivers, född 20 januari 1968 på Manhattan, New York, är en amerikansk skådespelerska och programledare. 
Hon är dotter till komikern Joan Rivers och till producenten Edgar Rosenberg. Hon har bland annat medverkat i TV-serier som Beverly Hills 90210, Silk Stalkings och The Comeback. Hon har även bland annat medverkat i TV-filmen Tears and Laughter: The Joan and Melissa Rivers Story (1994), där hon spelar sig själv tillsammans med sin mor. Rivers har också varit programledare för kanalen  E!:s sändningar från diverse galor, på röda mattan där hon har fått intervjua de nominerade. År 2002 ledde hon även sina egna program Oh Baby! Melissa’s Guide to Pregnancy och Oh Toddler! Surviving the Early Years. År 2015 blev hon programledare för Fashion Police, ett program där Rivers och andra kändisar kommenterar de kläder som synts på röda mattan.